# 特林布爾 (伊利諾伊州)
特林布尔（英語：Trimble）是位於美國伊利諾伊州克勞福德縣的一個非建制地區。該地的面積和人口皆未知。

## 地理
特林布尔的座標為38°43′48″N 87°41′04″W / 38.73000°N 87.68444°W，而該地的平均海拔高度為150米（即492英尺）。